# Gonzalo de Jesús Rivera Gómez
Gonzalo de Jesús Rivera Gómez (ur. 3 listopada 1933 w Marinilla, zm. 20 października 2019) – kolumbijski duchowny rzymskokatolicki, w latach 1998-2010 biskup pomocniczy Medellín.

## Życiorys
Święcenia kapłańskie przyjął 16 października 1960. 28 stycznia 1998 został mianowany biskupem pomocniczym Medellín ze stolicą tytularną Bennefa. Sakrę biskupią otrzymał 25 marca 1998. 16 lutego 2010 przeszedł na emeryturę.